# Thalassodes quadraria
Thalassodes quadraria är en fjärilsart som beskrevs av Achille Guenée 1857. Thalassodes quadraria ingår i släktet Thalassodes och familjen mätare. Inga underarter finns listade i Catalogue of Life.